# لادووی شتیت
لادووی شتیت (به لاتین: Ľadový štít) یک کوه در اسلواکی است که در Poprad District واقع شده‌است. لادووی شتیت ۲٬۶۲۷ متر بالاتر از سطح دریا واقع شده‌است.